# Авидия Плавция
Вижте пояснителната страница за други личности с името Авидия Плавция.
Авидия Плавция Нигрини (на латински: Avidia Plautia Nigrini; Avidia Plautia) е съпруга на римския император Луций Елий.
Произлиза от фамилията Авидии. Дъщеря е на Гай Авидий Нигрин (суфектконсул 110 г.) и Игнота Плавция от Фавенция, която преди това е била омъжена за Луций Цейоний Комод (консул 106 г.), а след Нигрин е съпруга на Секст Ветулен Цивика Цериал (консул 106 г.) и има с него син Марк Ветулен Цивика Барбар (консул 157 г.) и заварен син Секст Ветулен Цивика Помпеян (консул 136 г.).
Авидия Плавция се омъжва през 130 г. за сенатора Луций Цейоний Комод, който през 136 г. е осиновен от император Адриан, получава името Луций Цейоний Комод Вер Елий Цезар, нарича се Луций Елий Цезар и става съ-император от 136 до 138 г. Съпругът ѝ умира на 1 януари 138 г.
Авидия Плавция е майка на:
- Луций Вер (130 – 169), с рождено име Луций Цейоний Комод, който е римски съ-император с Марк Аврелий от 161 до смъртта си 169 г.
- Гай Авидий Цейоний Комод
- Цейония Фабия
- Цейония Плавция